# Distillers Company
The Distillers Company Limited war ein schottisches Konglomerat mit Sitz in Edinburgh, welches in der Whisky-, Lebensmittel-, Chemie- und Pharmabranche tätig war. Die Aktien des Unternehmens waren im britischen FT 30 Aktienindex enthalten.

## Geschichte
The Distillers Company Limited (DCL) entstand 1877 durch den Zusammenschluss von sechs Whiskybrennereien aus den schottischen Lowlands:
- M. Macfarlane & Co: Port Dundas Destillerie in Glasgow;
- John Bald & Co: Carsebridge Destillerie in Alloa;
- John Haig & Co: Zunächst die Seggie Destillerie (heute: Eden Mill Destillerie) und dann die Cameronbridge Destillerie in Fife;
- McNab Bros & Co: Glenochil Destillerie in Menstrie;
- Robert Mowbray: Cambus Destillerie in Tullibody;
- Stewart & Co: Kirkliston Destillerie in Kirkliston.

Das Ziel dieses Zusammenschlusses war es, genug Marktmacht zu erreichen, um die Preise für Whisky bestimmen zu können. Mit der Caledonian Distillery erwarb Distillers 1884 die siebte Whiskybrennerei. 1894 waren die Aktien von DCL bereits an den Wertpapierbörsen in Edinburgh und Glasgow notiert. 1915, während des Ersten Weltkriegs, stieg Distillers mit der Produktion von Industriealkohol in die Chemiebranche ein. Der Industriealkohol wurde zur Herstellung von Sprengstoffen benötigt. 1922 begann Distillers unter der Marke „Discol“ mit der auf Alkohol basierenden Herstellung von Kraftstoff. Im selben Jahr erwarb Distillers den Ginhersteller Tanqueray, Gordon and Co.
1924 gründete die Distillers Company mit dem kanadischen Unternehmer Samuel Bronfman in Montréal ein Joint Venture namens „Distillers Corporation Ltd“. Unternehmenszweck war die Vertretung der Whiskymarken von DCL in Kanada. Die junge Firma erzielte in den 1920ern durch die Prohibition in den USA starkes Wachstum. 1928 kaufte die Distillers Corporation Ltd. die kleine Brennerei „Joseph E. Seagram & Sons“, mitsamt den Namensrechten daran, von Seagrams Erben. Nach dem Ende der Prohibition 1933 kaufte Bronfman von DCL deren Anteil an der Distillers Corporation und benannte das Unternehmen in „Seagram“ um. 1925 erfolgte der Kauf von Johnnie Walker & Sons, John Dewar & Sons und Scottish Malt Distillers (SMD). Weitere Übernahmen von Whiskymarken folgten, wie z. B. Macdonald Greenlees (1926), White Horse (1927), Wright & Greig (1929), John Bisset (1943).
1942, während des Zweiten Weltkriegs, gründete Distillers die „Distillers Biochemicals“ (DCBL), welche im Auftrag des „British Ministry of Supply“ in Speke (Stadtteil von Liverpool) eine Fabrik zur Herstellung von Penicillinen betrieb. Nach dem Zweiten Weltkrieg erwarb DCBL 1947 diese Produktionsstätte vom britischen Staat. Distillers hatte seit 1958 auch die Lizenz für die Herstellung des Medikaments Thalidomid im Vereinigten Königreich und war daher in den Contergan-Skandal verwickelt. Wegen der Nebenwirkungen des Medikaments, zog es sich 1962 aus dem Markt für Thalidomid zurück. 1963 verkaufte Distillers seinen biochemischen Unternehmensbereich an das amerikanische Pharmaunternehmen Eli Lilly and Company. 1967 verkaufte Distillers sein Chemiegeschäft an British Petroleum (BP), da dieser Unternehmensbereich im internationalen Wettbewerb zu klein war. 1970 erwarb DCL mit Pimm’s einem Produzenten von Likören.
Nach einem heftigen Bieterwettstreit mit dem britischen Unternehmen „Argyll Group“, übernahm die Guinness-Brauerei, beraten durch die Investmentbank Morgan Grenfell und unter Führung des Vorstandsvorsitzenden Ernest Saunders, 1986 die Distillers Company für 2,6 Milliarden Britische Pfund. In diesem Zusammenhang kam es zu einem Skandal um die Manipulationen von Guinness-Aktien und der Verurteilung von Sanders und drei anderen Topmanagern des Unternehmens. Guinness führte 1987 Distillers mit ihrer Tochtergesellschaft „Arthur Bell & Sons“ zusammen und benannte das neue Unternehmen in „United Distillers“ um. 1997 fusionierte Guinness mit seinem Konkurrenten „Grand Metropolitan“ zu „Diageo“.